# Alexandre Vinet

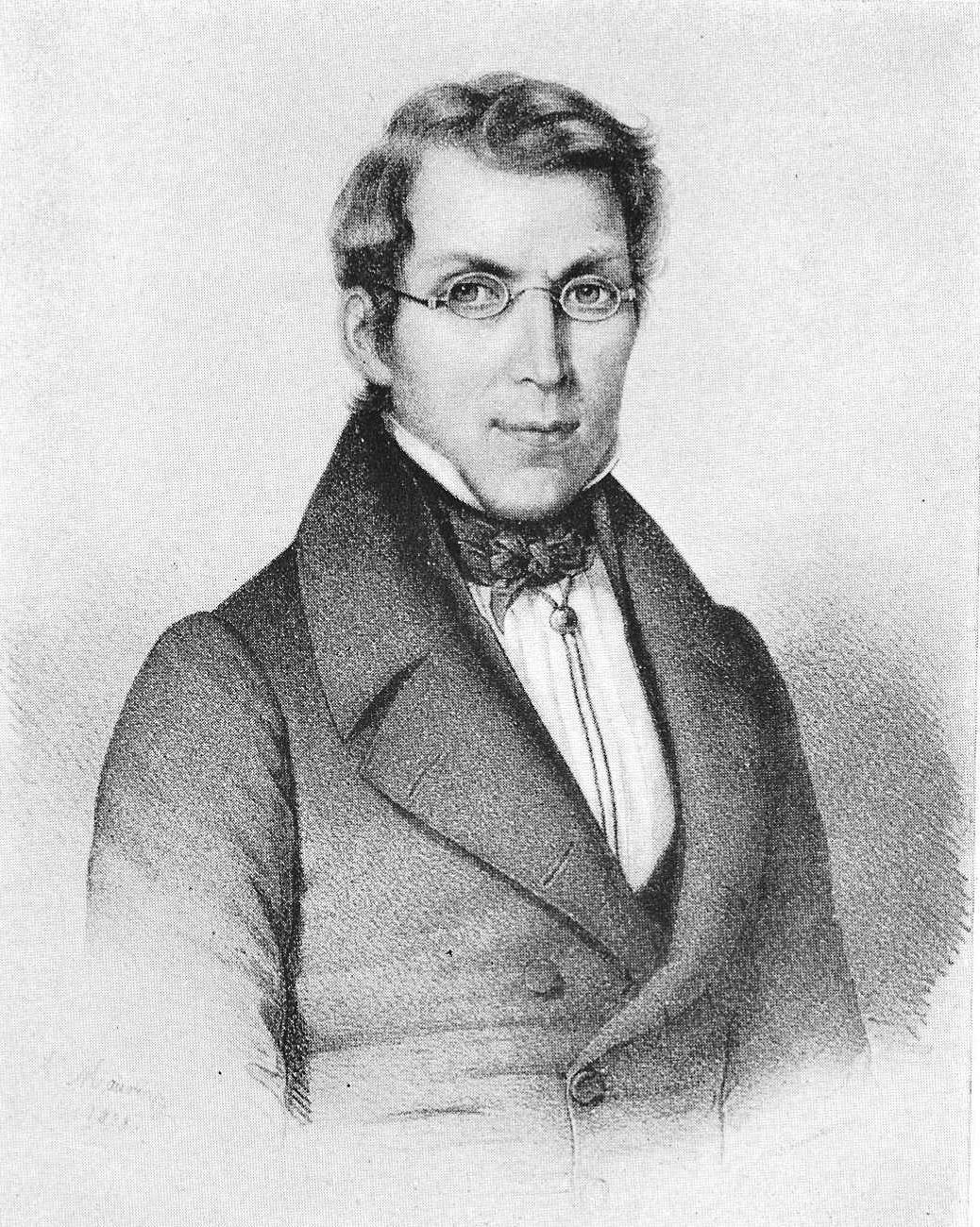
Vinet 1838

Alexandre Rodolphe Vinet (* 17. Juni 1797 in Ouchy, heute Lausanne; † 4. Mai 1847 in Clarens, heute Montreux) war ein Schweizer reformierter Theologe und Literaturhistoriker. Er gilt als klassischer Vertreter der Trennung von Kirche und Staat.

## Leben
Alexandre Vinet wurde am 17. Juni 1797 als zweites Kind des damaligen Unterzollschreibers Marc Louis Vinet und seiner Frau Jeanne-Étienne, geb. Baud, im Schloss Ouchy bei Lausanne geboren. Der Vater trat im Juni 1798 in die Dienste der Helvetischen Kanzlei und wurde dort zunächst Registrator, später Archivar.

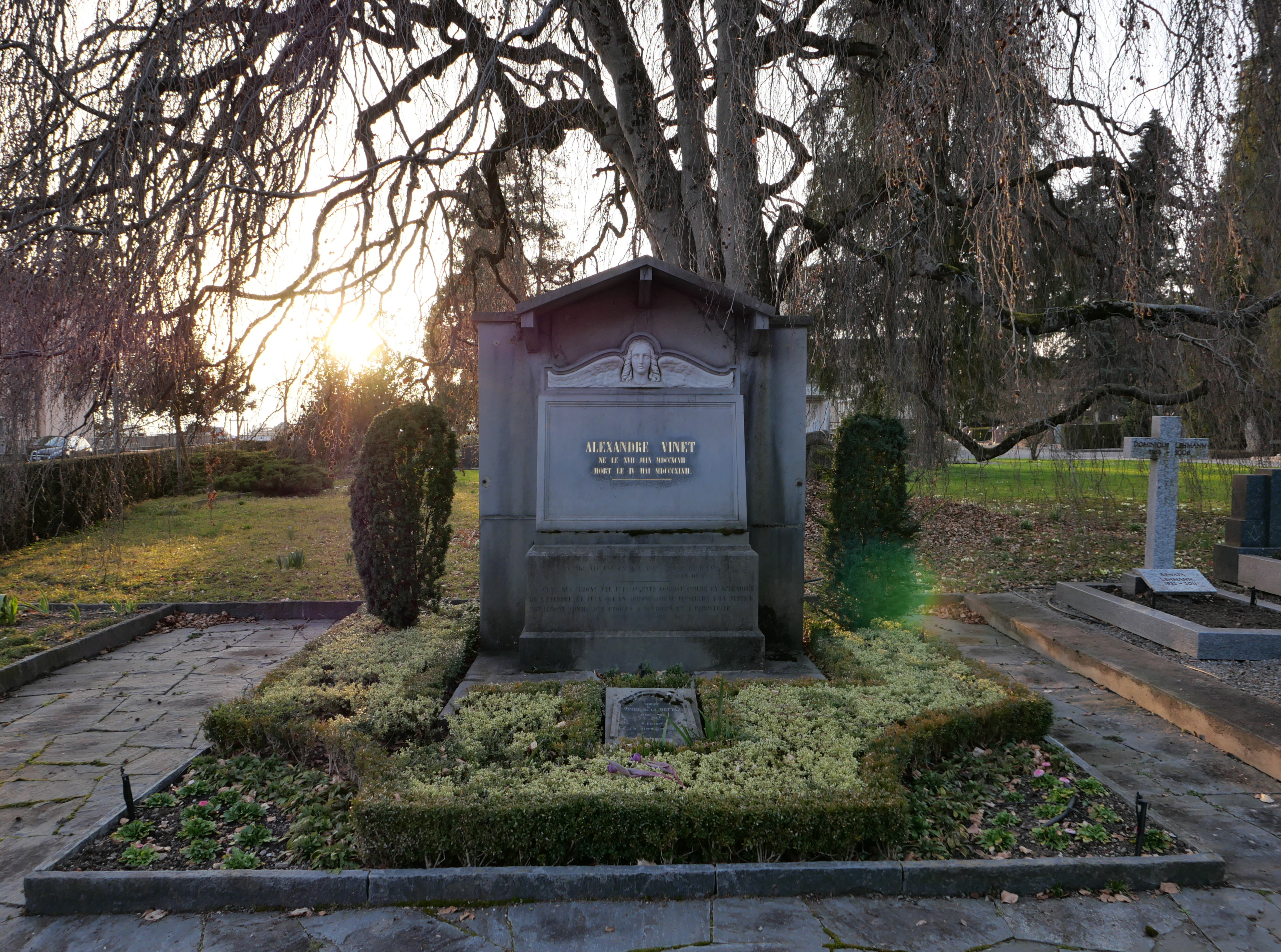
Das Grab von Vinet und seiner Frau Sophie Germaine Auguste, geb. de la Rottaz (1796–1882), die auch seine Cousine war, auf dem Friedhof von Clarens (Montreux).

Nach seinem Studium in Lausanne wurde Vinet 1817 Professor der französischen Sprache und Literatur am Basler Gymnasium am Münsterplatz, 1835 auch an der Universität Basel und 1837 Professor der Theologie an der Akademie von Lausanne. 1840 trat er infolge der Umgestaltung der waadtländischen Kirche aus der Landeskirche aus, und 1845 folgte nach dem Sieg des radikalen politischen Liberalismus im Kanton sein Rücktritt als Professor.
Alexandre Vinet gründete mit Charles Monnards eine vom Staat getrennte Nationalkirche, die Église libre évangélique, und wurde der geistige Vater der Freien Kirche in der Waadt.
1876 wurde bei Ferdinand Schlöth für die Aula des Museums an der Augustinergasse in Basel eine Denkmalbüste Vinets in Auftrag gegeben.

## Werke
Literaturgeschichte
- Chrestomathie française (1829)
- Études sur la littérature française au XIXe siècle (1840–51)
- Histoire de la littérature française au XVIIe siècle
- Études sur Pascal
- Études sur les moralistes aux XVe et XVIe siècles
- Histoire de la prédication parmi les Réformes de France

Theologie
- Mémoire en faveur de la liberté des cultes (1826)
- Essai sur la conscience (1829)
- Essai sur la manifestation des convictions religieuses (1842)
- Discours sur quelques sujets religieux (1831) und Nouveaux discours (1841)
- Théologie pastorale ou Théorie du Ministère évangélique (Paris: Ches les Éditeurs, 1850)
  - A. Vinet's Pastoral-Theologie oder Lehre vom Dienst am Evangelium, nach der Pariser Ausgabe von 1850 deutsch bearbeitet, mit kritischen Anmerkungen vom lutherischen und deutschen Standpunkt von Hermann Gustav Hasse (Grimma: Verlag von J. M. Gebhardt, 1852)